# Bost Kantoi
Bost Kantoi es el nombre de una variedad cultivar de manzano (Malus domestica). Está cultivada en la colección del Banco de Germoplasma del manzano de la Universidad Pública de Navarra con el N.º BGM259; ejemplares procedentes de esquejes localizados en Vizcaya.

## Sinónimos
- "Bost Cantoya",
- "Bost Cantoy",
- "Manzana Bost Kantoi",[7]
- "Bost Kantoi Sagarra",[8][9][10][11][12]
- "Manzana Bostkantoi",
- "Bost Kantoisagarra".

## Características
El manzano de la variedad 'Bost Kantoi' tiene un vigor alto. El árbol tiene tamaño medio y porte semi erecto, con tendencia a ramificar bajo, con hábitos de fructificación en ramos cortos y largos; ramos con pubescencia ausente o muy débil; presencia de lenticelas muy escasas; grosor de los ramos medio; longitud de los entrenudos corta.
Tamaño de las flores pequeñas, con superposición de los pétalos; época de floración media, con una duración de la floración corta. Incompatibilidad de alelos S2 S7 S9.
Las hojas tienen una longitud del limbo de tamaño medio, con color verde oscuro, pubescencia ausente, con la superficie poco brillante. Forma del limbo es lanceolado, forma del ápice achatado, forma de los dientes ondulados, y la forma de la base del limbo redondeado. Plegamiento del limbo plegado con porte erguido; estípulas filiformes; longitud del pecíolo largo.
La variedad de manzana 'Bost Kantoi' tiene un fruto de tamaño medio a grande, de forma globosa aplastada; con color de fondo verde amarillento, con sobre color de importancia ausente, y una sensibilidad al "russeting" (pardeamiento áspero superficial que presentan algunas variedades) ausente; piel fina y áspera; grosor de pedúnculo muy corto y grueso, profundidad de la cavidad peduncular pequeña; apertura del ojo abierto, con cinco protuberancias alrededor del ojo; color de la carne blanca-amarilla; acidez débil, azúcar medio, y firmeza de la carne alta.
Época de maduración y recolección tardía. Se trata de una variedad productiva. Se usa como manzana de sidra.

## Susceptibilidades
- Oidio: ataque medio
- Moteado: ataque débil
- Fuego bacteriano: ataque medio
- Carpocapsa: ataque medio
- Pulgón verde: ataque débil
- Araña roja: ataque medio[4][14]